# Scotogramma orida
Scotogramma orida är en fjärilsart som beskrevs av Smith 1903. Scotogramma orida ingår i släktet Scotogramma och familjen nattflyn. Inga underarter finns listade.